# Octograb
 (décembre 2022).
L’octograb est une figure de ski acrobatique créée [Quand ?] par le skieur canadien Charles Gagnier (en). Elle consiste à attraper avec la main droite l'extérieur du ski droit entre la fixation et la spatule avant, et à attraper en même temps avec la main gauche le côté intérieur du ski gauche entre la fixation et la spatule arrière. Il est aussi possible de faire cette figure en inversant les mains par la suite.